# Полони
Полони (порт. Poloni) — муниципалитет в Бразилии, входит в штат Сан-Паулу. Составная часть мезорегиона Сан-Жозе-ду-Риу-Прету. Входит в экономико-статистический микрорегион Ньяндеара. Население составляет 4957 человек на 2006 год. Занимает площадь 134,766 км². Плотность населения — 36,8 чел./км².
Праздник города — 3 мая.

## История
Город основан в 1926 году.

## Статистика
- Валовой внутренний продукт на 2003 составляет 76.030.614,00 реалов (данные: Бразильский институт географии и статистики).
- Валовой внутренний продукт на душу населения на 2003 составляет 15.602,42 реалов (данные: Бразильский институт географии и статистики).
- Индекс развития человеческого потенциала на 2000 составляет 0,787 (данные: Программа развития ООН).

## География
Климат местности: тропический.